# قائمة البعثات الدبلوماسية في المغرب

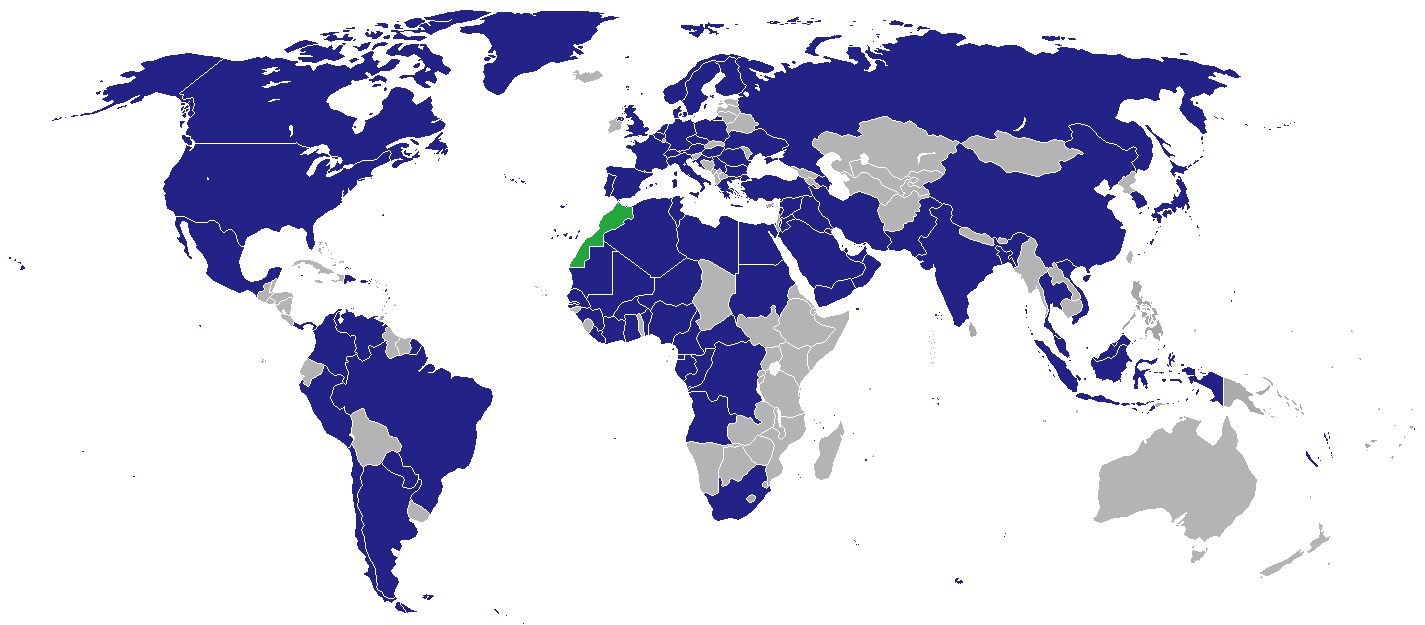
خريطة البعثات الدبلوماسية في المغرب

هذه قائمة البعثات الدبلوماسية في المغرب. هُناك حاليا 168 سفارة في العاصمة المغربية الرباط، هذا إلى جانب العديد من القُنصليات والقُنصليات العامة في المُدن المغربية الأخرى (لا تشمل القنصليات الفخرية). فيما بعض الدول لها سفارات مُعتمدة إلى المغرب مُقيمة في عواصم دول أُخرى مجاورة.
توجد غالبية السفارات في حي السويسي الراقي.

## سفارات فيالرباط

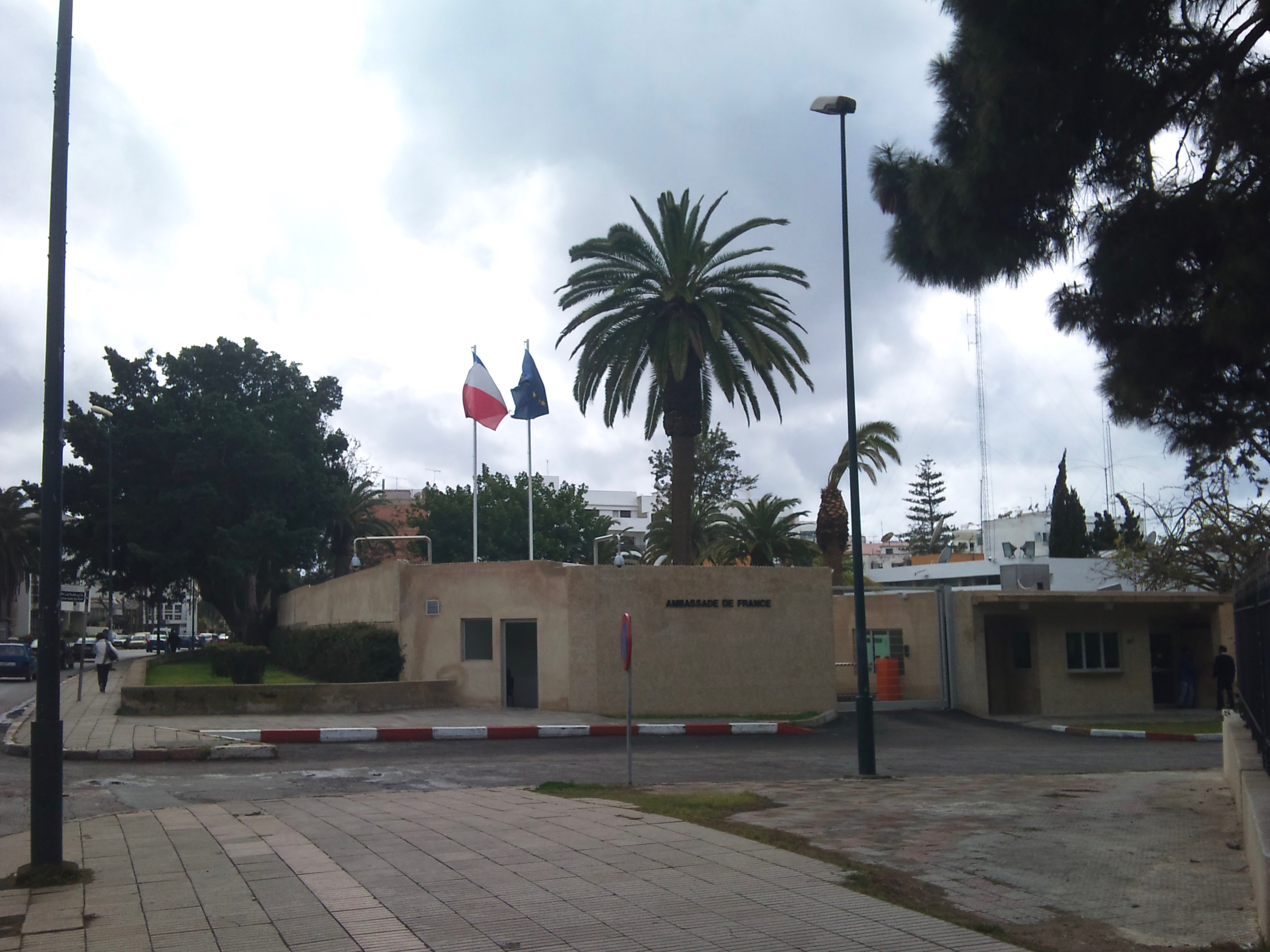
مبنى سفارة فرنسا في الرباط

| - فرنسا - إسبانيا - إيطاليا - بلجيكا - ألمانيا - البرتغال - هولندا - فنلندا - النرويج - الدنمارك - سويسرا - السويد - اليونان - النمسا - جمهورية التشيك - مالطا - بولندا - رومانيا - روسيا - أوكرانيا - صربيا - أذربيجان - بلغاريا - كرواتيا - المجر - الفاتيكان - المملكة المتحدة - كندا - الولايات المتحدة - أستراليا - البرازيل - كولومبيا - المكسيك - فنزويلا - جمهورية الدومينيكان - تشيلي - الأرجنتين - بنما - باراغواي - بيرو | - قطر - البحرين - السعودية - الإمارات العربية المتحدة - الكويت - عُمان - اليمن - العراق - الأردن - لبنان - مصر - ليبيا - تونس - موريتانيا - مالي - السنغال - ليبيريا - ساحل العاج - غامبيا - الكاميرون - غانا - بوركينا فاسو - توغو - جيبوتي - إثيوبيا - السودان - تشاد - النيجر - نيجيريا - جمهورية إفريقيا الوسطى - جمهورية الكونغو - جمهورية الكونغو الديمقراطية - الغابون - غينيا الاستوائية - أنغولا - بوروندي - جنوب إفريقيا - غواتيمالا - غينيا - غينيا بيساو | - الفلبين - فلسطين - باكستان - الهند - الصين - بنغلاديش - كوريا الجنوبية - تايلاند - تركيا - فيتنام - إندونيسيا - اليابان - ماليزيا - بروناي - هايتي (تم افتتاحها في 2020) - إسواتيني (تم افتتاحها في 2020) - جزر القمر (تم افتتاحها في 2020) - رواندا (تم افتتاحها في 2020) - زامبيا (تم افتتاحها في 2020) - سيراليون (تم افتتاحها في 2021) - الرأس الأخضر (تم افتتاحها في 2022) - سورينام (تم افتتاحها في 2022) - السلفادور (تم افتتاحها في 2022) - مالاوي (تم افتتاحها في 2023) |

## بعثات أخرى في الرباط
- الاتحاد الأوروبي (وفد)

## قنصليات وقُنصليات عامة

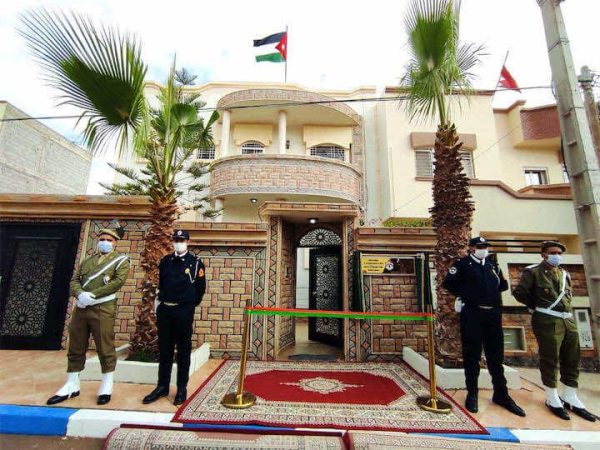
مبنى قنصلية المملكة الأردنية الهاشمية بالعيون

### أكادير
- فرنسا (قُنصلية عامة)
- إسبانيا (قُنصلية عامة)
- إيطاليا (قُنصلية عامة)

### الدار البيضاء
- الجزائر (قُنصلية عامة)
- موريتانيا (قُنصلية عامة)
- بلجيكا (قُنصلية عامة)
- فرنسا (قُنصلية عامة)
- إيطاليا (قُنصلية عامة)
- ليبيا (قُنصلية عامة)
- بولندا (قُنصلية عامة)
- روسيا (قُنصلية عامة)
- مالطا (قنصلية عامة)
- إسبانيا (قُنصلية عامة)
- المملكة المتحدة (قُنصلية عامة)
- الولايات المتحدة (قُنصلية عامة)

### فاس
- فرنسا (قُنصلية عامة)

### العرائش
- إسبانيا (قُنصلية)

### مراكش
- فرنسا (قُنصلية عامة)

### الناظور
- إسبانيا (قُنصلية عامة)

### وجدة
- الجزائر (قُنصلية)

### طنجة
- بلجيكا (قُنصلية عامة)
- فرنسا (قُنصلية عامة)
- إسبانيا (قُنصلية عامة)
- المملكة المتحدة (قُنصلية عامة)

### تطوان
- إسبانيا (قُنصلية عامة)

### العيون
- إسواتيني (قُنصلية عامة)[2]
- كوت ديفوار (قُنصلية عامة)
- زامبيا (قُنصلية عامة)
- مالاوي (قنصلية عامة)
- الغابون (قُنصلية عامة)
- جزر القمر (قُنصلية عامة)
- بوروندي (قُنصلية عامة)
- جمهورية أفريقيا الوسطى (قُنصلية عامة)
- ساو تومي وبرينسيب (قُنصلية عامة)
- الإمارات العربية المتحدة (قُنصلية عامة)
- الأردن (قُنصلية عامة)[3]
- البحرين (قُنصلية عامة) [4]
- هايتي (قُنصلية عامة)[5]

### الداخلة
- الكونغو الديموقراطية (قُنصلية عامة)
- غامبيا (قُنصلية عامة)
- غينيا (قُنصلية عامة)
- ليبيريا (قُنصلية عامة)
- جيبوتي (قُنصلية عامة)
- سيراليون (قنصلية عامة)
- غينيا الاستوائية (قُنصلية عامة)
- غينيا بيساو (قُنصلية عامة)
- منظمة دول شرق البحر الكاريبي (تمثيلة)
- بوركينا فاسو (قُنصلية عامة)
- الولايات المتحدة الأمريكية (قنصلية عامة)ستفتح قريبا[6]
- السنغال (قُنصلية عامة)

## سفارات غير مقيمة
مُقيمة في القاهرة:
| - كينيا - موزمبيق - ميانمار - نيبال | - نيوزيلندا - سريلانكا - طاجيكستان |

مُقيمة في مدريد:
| - ألبانيا - أفغانستان - بوليفيا - البوسنة والهرسك - الإكوادور | - هندوراس - الأوروغواي |

مُقيمة في باريس:
| - قبرص - آيسلندا - لاوس - لاتفيا | - ليتوانيا - نيكاراغوا - سلوفينيا - تنزانيا |

مُقيمة في لشبونة:
| - إستونيا - أيرلندا - مولدوفا - ساو تومي وبرينسيب |

مُقيمة في داكار:
| - مدغشقر |

عواصم أُخرى:
| - بيلاروس (طرابلس) - بوتسوانا (أديس أبابا) - إرتريا (الرياض) - قرغيزستان (مدينة الكويت) - ليسوتو (الكويت العاصمة) | - جزر المالديف (لندن) - مالطا (فاليتا) - سان مارينو (سان مارينو) - سنغافورة (سنغافورة) - تركمانستان (أنقرة) - أوغندا (طرابلس) | - أوزبكستان (الرياض) - زيمبابوي (أكرا) |

## روابط خارجية
- وزارة الشؤون الخارجية في المغرب نسخة محفوظة 10 أكتوبر 2011 على موقع واي باك مشين.
- قائمة الدبلوماسية نسخة محفوظة 10 أكتوبر 2011 على موقع واي باك مشين.

|}